# Parco nazionale della montagna della Tavola
Il parco nazionale della montagna della Tavola è un'area naturale protetta istituita nel 1998 che si trova in Sudafrica nella Provincia del Capo Occidentale. L'area conserva una notevole biodiversità relativamente alla flora endemiche, detta fynbos, e per la classe degli insetti. Il parco con 1.372.000 visitatori (dato 2002) e insieme con il parco nazionale Kruger è il parco più visitato del Sudafrica. Il parco della montagna della Tavola si trova all'interno della regione floristica detta regione floristica del Capo.

## Storia
Il parco è stato istituito come parco nazionale del Sudafrica il 29 maggio 1998 con il nome di Cape Peninsula National Parc (CPNP) a seguito di una negoziazione fra il South African National Parks e le autorità pubbliche interessate dall'area del parco. Allora il parco copriva esclusivamente aree terrestri. La sezione meridionale del parco era costituita dalla riserva detta Cape of Good Hope Nature Reserve, creata nel 1938 e costituita da circa 7.750 ettari, che coprivano lungo 40 km di costa lungo la penisola del Capo, dalla costa est alla costa ovest.
Nel 2001 sono state incluse nel parco le aree di: Sandy Bay, le zone umide di Noordhoek e Kommetjie e le piantagioni di Tokai & Cecilia. Nel 2004 il parco cambiò nome assumendo la denominazione attuale di Table Mountain National Park (TMNP). Nello stesso anno venne associata al parco una area marina protetta costituita da 7 zone restricted e una zona controlled. Dal 2004 il parco è entrato a far parte, insieme ad altri sette siti del Sudafrica, dei beni dell'umanità protetti dall'Unesco con il nome di area protetta della Regione Florale del Capo (Cape Floral Region Protected Areas).

## Territorio
Il parco si sviluppa interamente nei confini della municipalità metropolitana di Città del Capo. Esso copre una lunghezza di circa 60 km in direzione nord-sud interessando l'area montagnosa che forma la Penisola del Capo da Signal Hill a Cape Point.
Il territorio del parco non è un unico spazio contiguo, le zone montane, che rappresentano la maggior parte del territorio, sono separati da aree urbane sviluppate. Pertanto, il parco è diviso in tre sezioni terrene distinte, più una quarta sezione costituita dall'area marina protetta.

### Sezione della montagna della Tavola

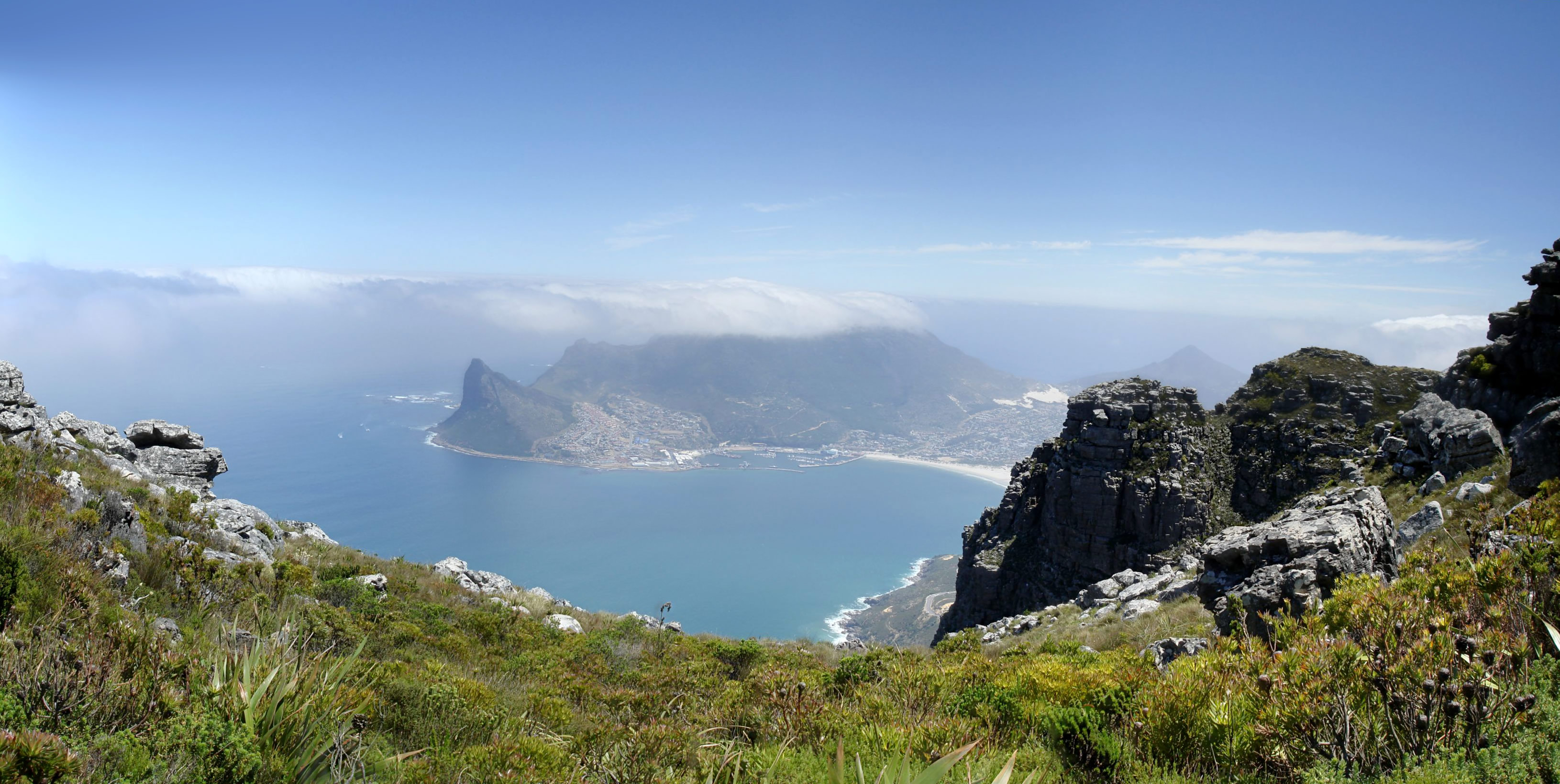
Hout Bay con il monte Sentinel e il Karbonkelberg

Costituisce la parte settentrionale del parco. Si estende da Signal Hill a nord al passo di Constantia Nek e Hout Bay a sud, a ovest è delimitato dall'Atlantico, mentre a est il limite è costituito dalla strada a scorrimento veloce M3 fino a Newlands e poi dalla M63 fino a Hout Bay.
Fanno parte di quest'area: la già menzionata collina di Signal Hill e la Testa di Leone che costituiscono la cornice occidentale di Città del Capo, la montagna della Tavola con il Devil's Peak, i Twelve Apostles (Dodici Apostoli) (una serie di diciassette picchi lungo la costa atlantica a sud di Camps Bay), Orange Kloof (una speciale zona protetta non accessibile al pubblico) e il picco di Karbonkelberg nella parte sud-occidentale a sud di Llandudno tra Sandy Bay e Hout Bay. Vi si trovano inoltre le foreste di Cecilia e di Newlands.
Il giardino botanico nazionale di Kirstenbosch non fa ufficialmente parte del parco nazionale, anche se una parte di esso è mantenuto come parte del parco.
Fra i punti di interesse di questa sezione del parco meritano una citazione il memoriale di Rhodes nella parte a nord sotto il Devil's Peack e la cabinovia di Table Mountain presso il Kloof Nek alla periferia sud-ovest del City Bowl di Città del Capo.

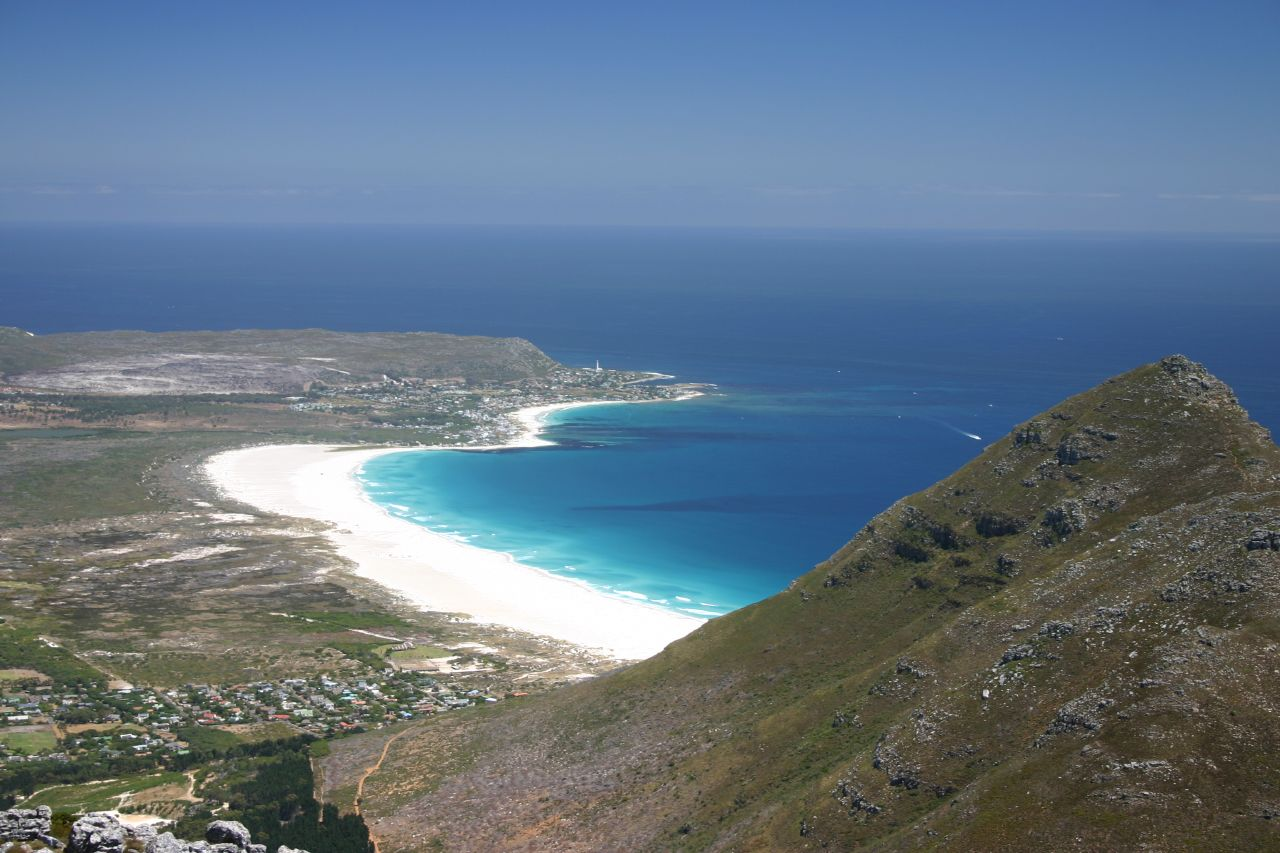
Noordhoek

### Sezione Silvermine-Tokai
Costituisce la parte centrale del parco. Si estende sulla zona centrale della Penisola del Capo dalla costa ovest a quella est e dal passo di Constantia Nek a nord alle zone umide di Noordhoek e Kommetjie a sud. Ne fanno parte i monti di Constantiaberg nella parte nord, il Chapman's Peak a ovest, Kalk Bay e Fish Hoek a est sulla False Bay.
Sulla parte orientale delle pendici dei monti di Constantiaberg si trova la foresta di pini di Tokai, mentre nella zona a sud est verso la False Bay vi si trova la riserva naturale di Silvermine.

### Sezione Cape Point

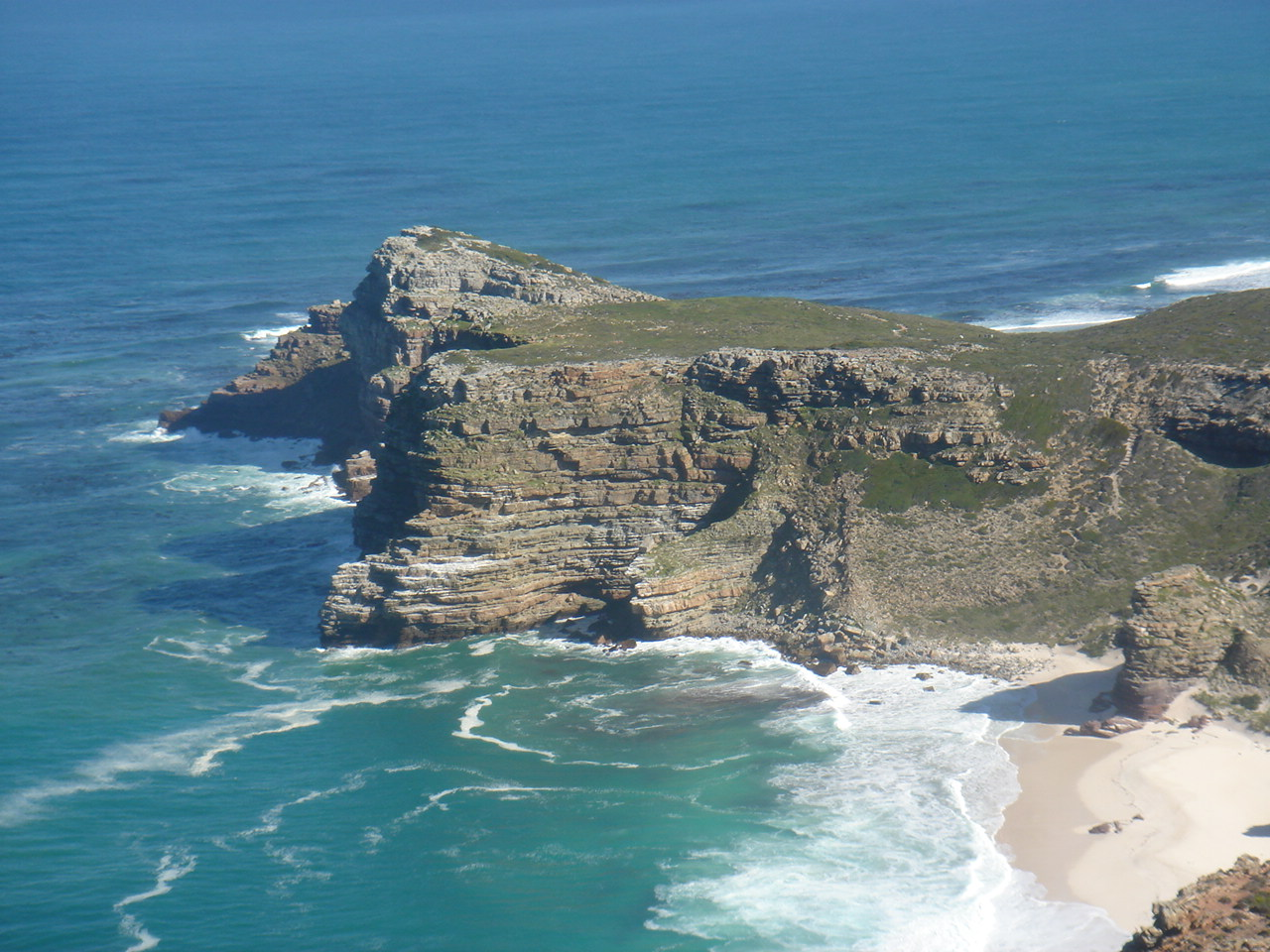
Capo di Buona Speranza, visto da Capo Point

Costituisce la sezione meridionale del parco. Si estenda sulla parte terminale della penisola del Capo dalle zone umide di Noordhoek/Kommetjie al Capo di Buona Speranza. Questa parte del parco coincide quasi interamente con la zona della precedente Cape of Good Hope Nature Reserve che copriva i circa 7.700 ettari della penisola che vanno da Schuster's Bay sulla costa ovest a Smitswinkel Bay sulla costa est. Oltre a questa ne fanno parte la Slangkop Mountain a nord ovest e le colline di Swartkopberg (Montagne del Capo Nero) a nord est lungo la costa della False Bay tra Simon's Town e Smitswinkel Bay.
I principali punti di interesse di questa sezione sono: il villaggio di conservazione di Scarborough sulla costa ovest, la spiaggia di Boulders Beach con la colonia di pinguini africani e naturalmente i promontori di Capo Point e Capo di Buona Speranza.

### Sezione Area marina protetta
L'area marina protetta inclusa nel parco ha una superficie totale di circa 10.000 ettari ed è costituita da sei zone a regime ristretto ed una zona a regime controllato. In tutte queste zone è vietata la pesca.
Le coordinate delle zone sono definite nel documento dichiarativo pubblicato sulla Government gazette del 4 giugno 2004.
- Karbonkelberg Restricted Zone: sulla costa ovest, tra Oudekraal (a nord di Llandudno) e il Sentinal ad Hout Bay;
- Cape of Good Hope Restricted Zone: sulla costa ovest, tra il villaggio di Scarborough ed il promontorio di Hoek van die Bobbejaan;
- Paulsberg Restricted Zone: sulla costa est, tra Smitswinkel Point alla culmine sud dell'omonima baia e Venus Pool;
- Castle Rock Restricted Zone: sulla costa est, fra Millers Point e Partridge Point al culmine nord della Smitswinkel Bay;
- Boulders Restricted Zone: sulla costa est, fra la fine del porto di Simon's Town e il villaggio turistico di Oatlands;
- St James Restricted Zone: sulla costa est, fra la pozze della zona intertidale di St. James ed il porto di Kalk Bay;

## Fauna

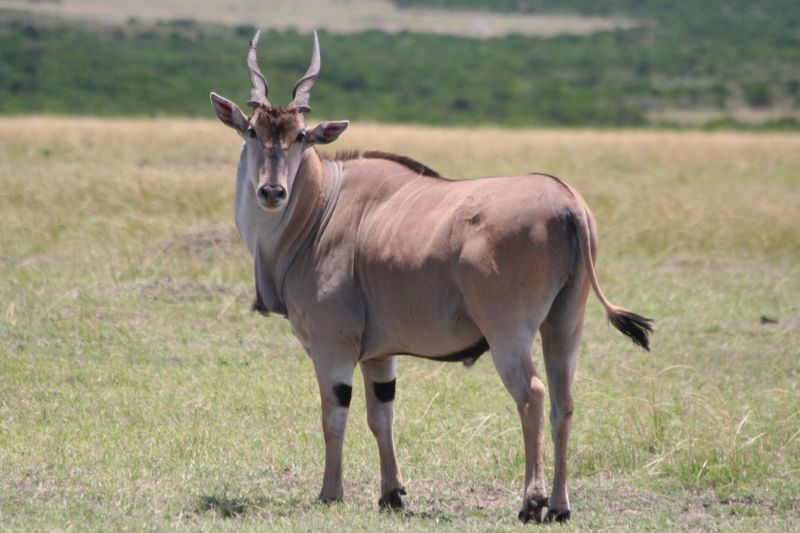
Eland comune.

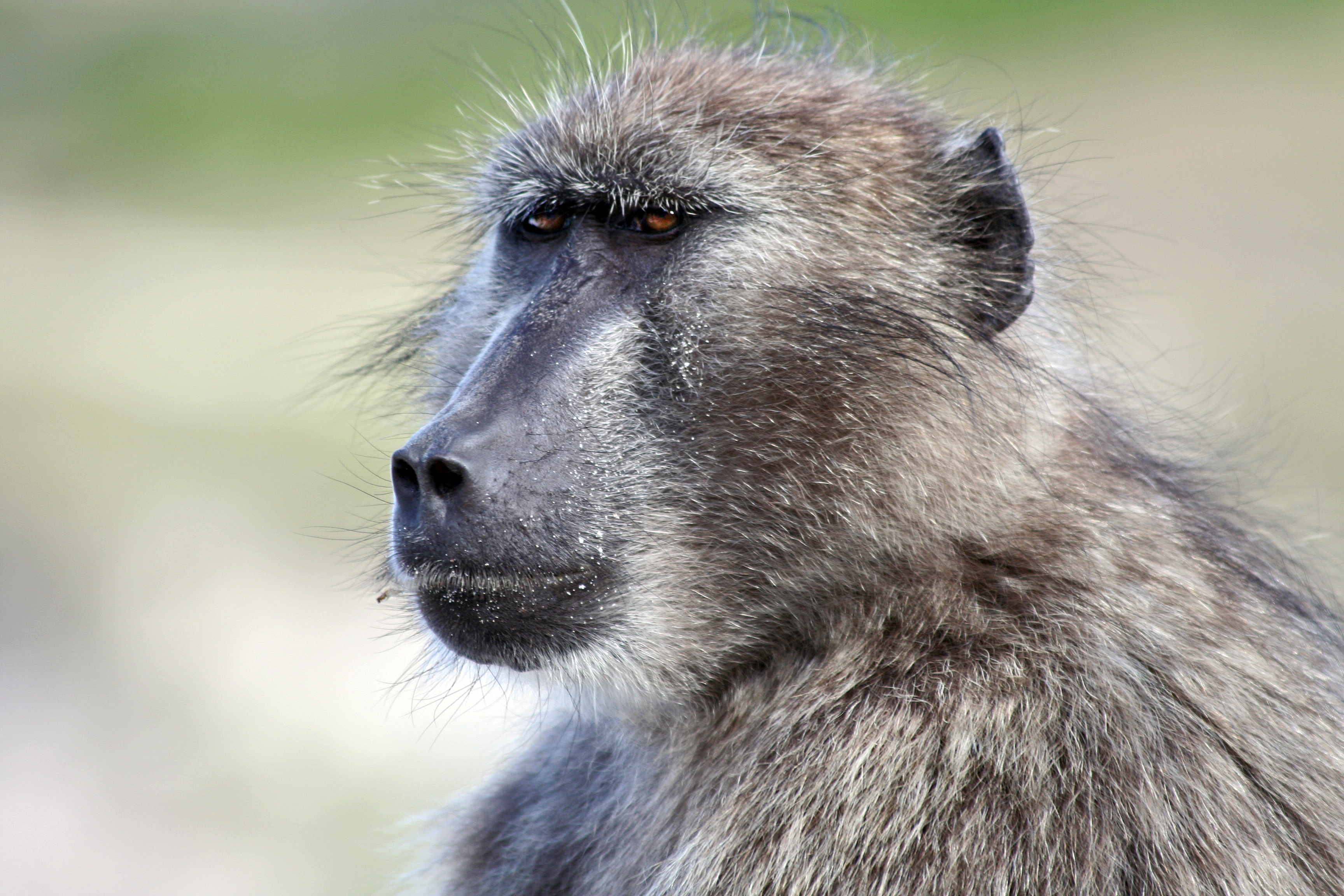
Babbuino nero.

I vari habitat che compongono il parco ospitano una notevole varietà di fauna.
Purtroppo nessuno dei grandi mammiferi, che pure popolavano questa area, come il leone, il leopardo e la iena, è sopravvissuto alla caccia ed al degrado ambientale. Tuttavia grazie ad un attento programma di allevamento molte specie sono state conservate.
Fra i grandi erbivori vi si trovano l'eland (Taurotragus oryx), mentre nella sezione meridionale si possono trovare l'alcelafo (Alcelaphus buselaphus), il bontebok (Damaliscus pygargus) e la zebra di montagna del Capo (Equus zebra zebra).
Altri mammiferi sono: il caracal (Caracal caracal), la genetta del Capo (Genetta tigrina) e la genetta comune (Genetta genetta), l'istrice del Sudafrica (Hystrix africaeaustralis), la procavia delle rocce (Procavia capensis), il babbuino nero (Papio ursinus), la lontra dalle guance bianche (Aonyx capensis), la mangusta di palude (Atilax paludinosus), il ratto-talpa del Capo (Georychus capensis), la zorilla (Ictonyx striatus), il batiergo marittimo (Bathyergus suillus), la mangusta grigia del Capo (Herpestes pulverulentus) e la volpe del Capo (Vulpes chama).

## Punti di interesse

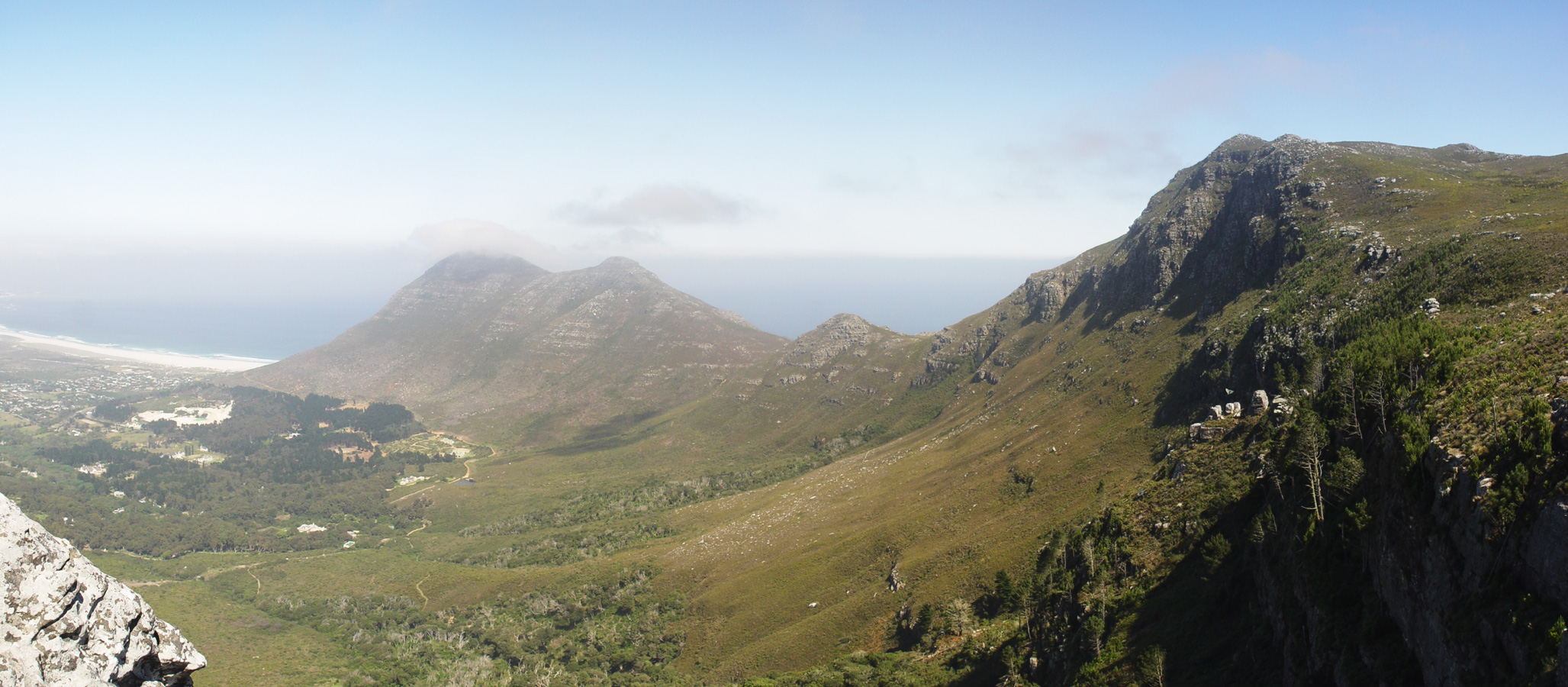
Foresta di Silvermine

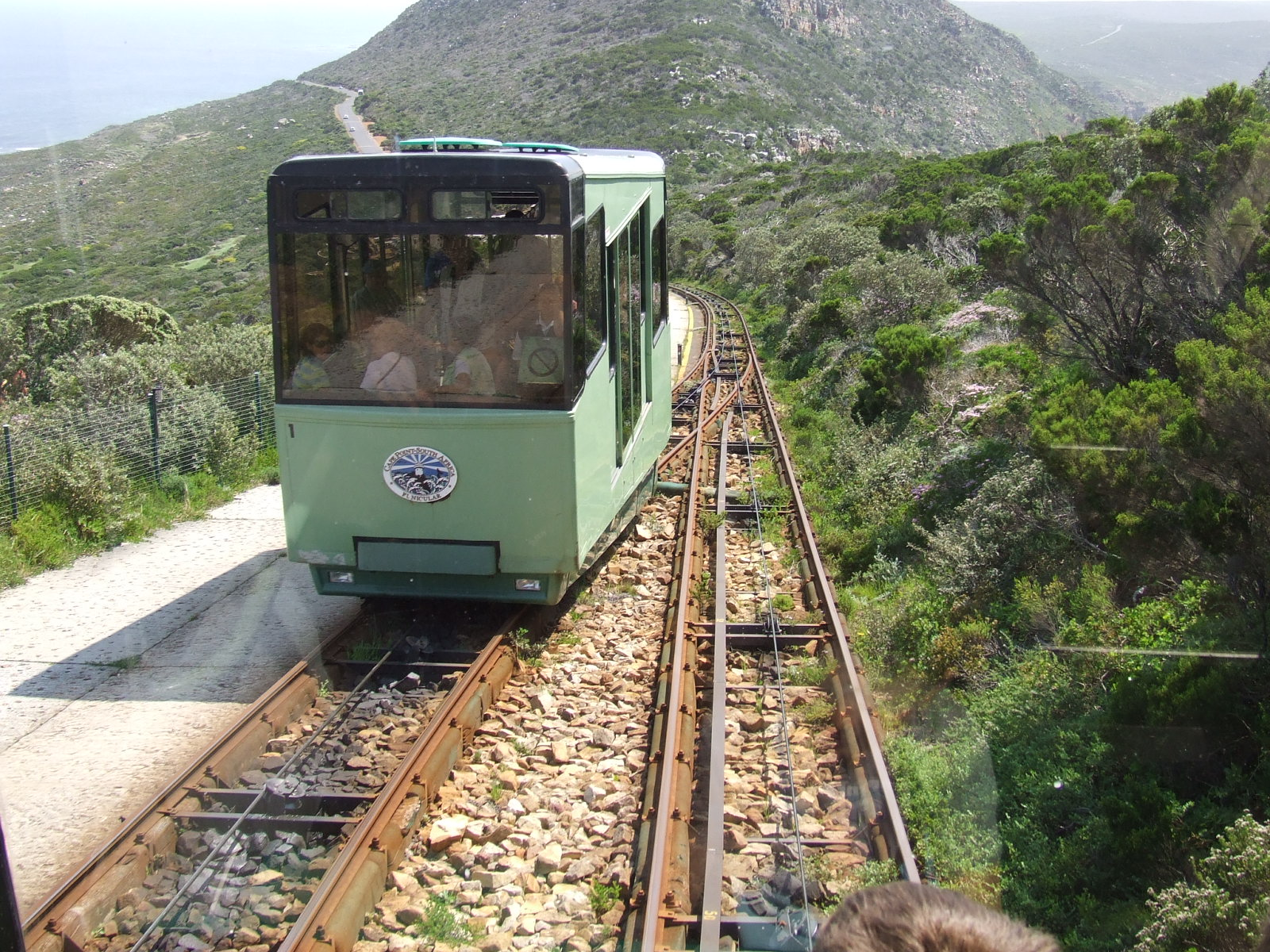
Funicolare di Capo Point

Le principali attrattive turistiche del parco sono:
- la cabinovia di Table Mountain;
- Signal Hill e Lion's Head;
- la riserva naturale di Silvermine;
- la colonia di pinguini di Boulders Beach;
- Capo Point e Capo di Buona Speranza.